# Haori

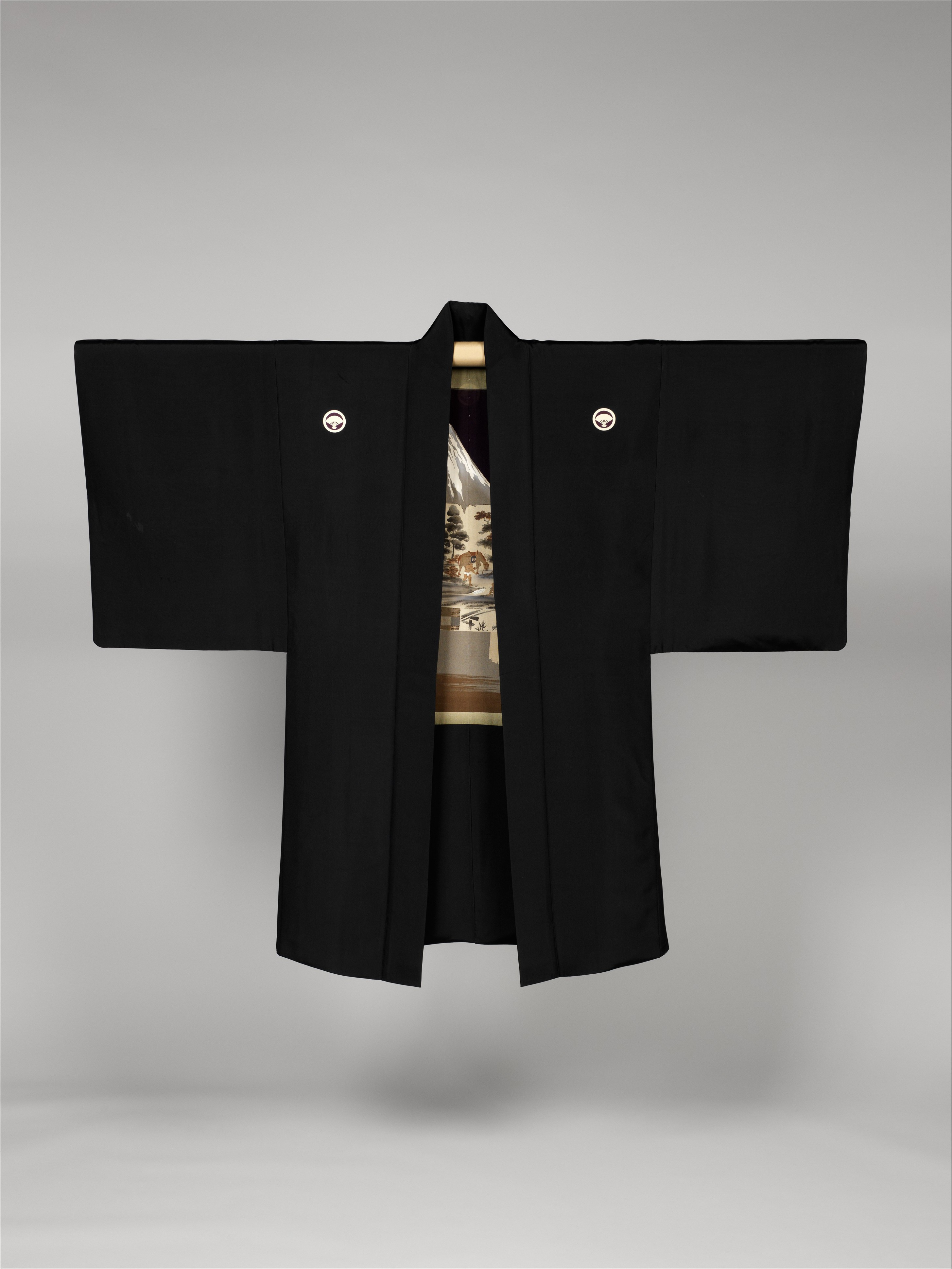
Haori

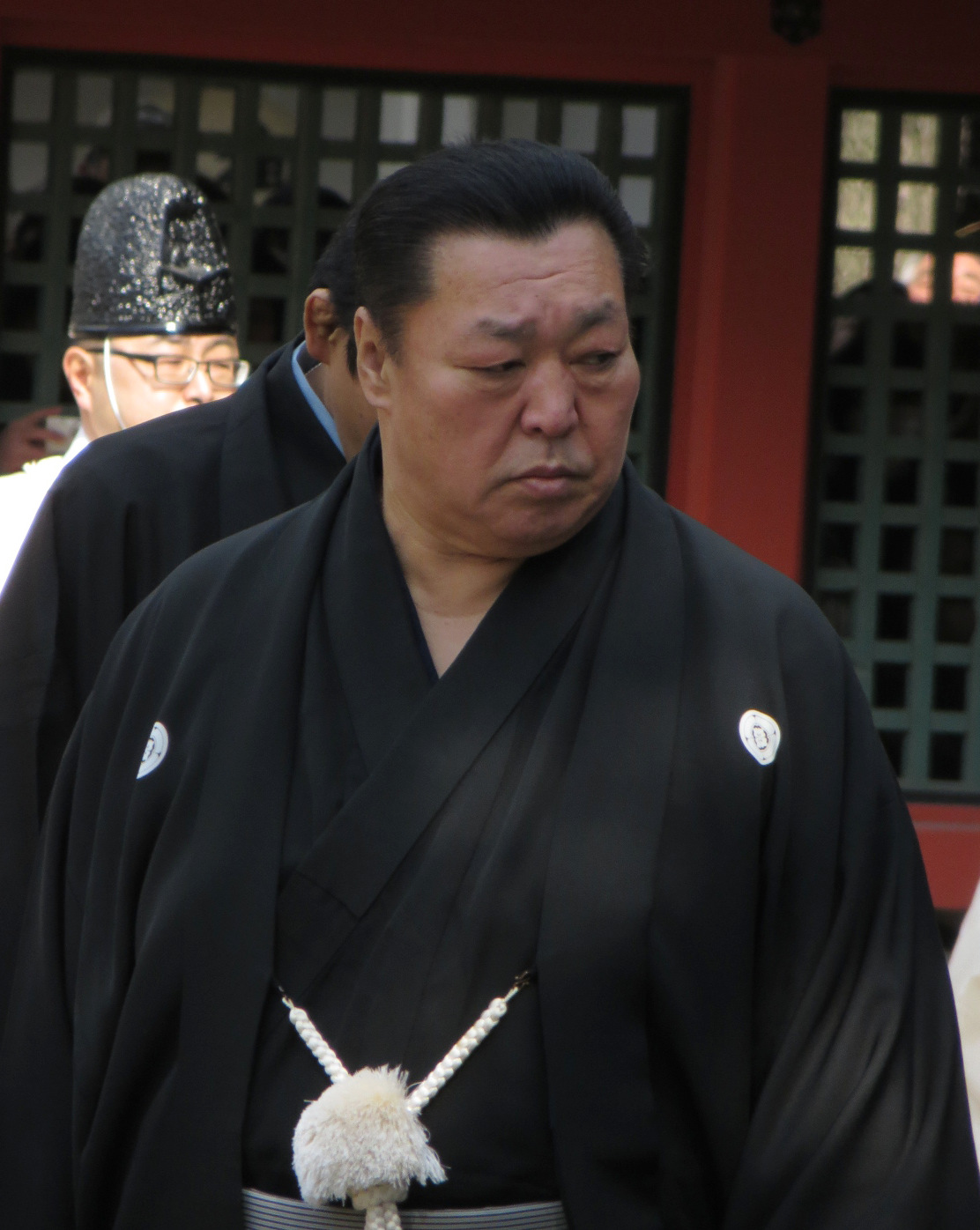
Kitanoumi Toshimitsu mit Haori

Haori (jap. 羽織, wörtlich: „Federgewebe“) ist eine bis auf Hüft- oder Schenkelhöhe gehende Kimono-Überjacke in der Art eines Jacketts. Sie sorgt für mehr Förmlichkeit und war früher mit dem dazugehörigen Familienwappen (Mon) oder dem Emblem des Dōjō verziert. Haori waren ursprünglich nur Männern vorbehalten, aber am Ende der Meiji-Zeit änderte sich die Mode. Heute werden Haori sowohl von Männern als auch Frauen getragen, wobei die Jacketts der Frauen meist länger sind.
Die bekannteste Form des Haori ist der kuro montsuki (黒紋付(き), dt. „schwarz, Wappen angebracht“), vollkommen in schwarz gehalten und lediglich mit dem weißen Familienwappen versehen, vor allem für Beerdigungen und offizielle Anlässe vorbehalten.